# Liste der Kulturdenkmäler in Niederotterbach
In der Liste der Kulturdenkmäler in Niederotterbach sind alle Kulturdenkmäler der rheinland-pfälzischen Ortsgemeinde Niederotterbach aufgeführt. Grundlage ist die Denkmalliste des Landes Rheinland-Pfalz (Stand: 14. August 2023).

## Einzeldenkmäler
| Bezeichnung                     | Lage                | Baujahr                            | Beschreibung                                                                                           | Bild                           |
| ------------------------------- | ------------------- | ---------------------------------- | --- | ------------------------------ |
| Hofanlage                       | Hauptstraße 7 Lage  | Ende des 18. Jahrhunderts          | Dreiseithof; spätbarockes Fachwerkhaus, teilweise massiv, wohl vom Ende des 18. Jahrhunderts           | Fotos hochladen                |
| Hofanlage                       | Hauptstraße 27 Lage | 18. Jahrhundert                    | Hofanlage; barockes Fachwerkhaus, 18. Jahrhundert                                                      | Fotos hochladen                |
| Wohnhaus                        | Hintergasse 1 Lage  | Anfang des 19. Jahrhunderts        | Fachwerkhaus, Anfang des 19. Jahrhunderts                                                              | Fotos hochladen                |
| Katholische Kirche St. Nikolaus | Niedergasse 12 Lage |                                    | im Kern mittelalterlicher Saalbau, barock überformt, Chor 1742, Westverlängerung und Sakristei 1883–85 | weitere Bilder Fotos hochladen |
| Protestantische Kirche          | Niedergasse 14 Lage | 1816                               | nachbarocker Saalbau, bezeichnet 1816 (Bild)                                                           | weitere Bilder Fotos hochladen |
| Kilometerstein                  | an der L 545 Lage   | zweite Hälfte des 19. Jahrhunderts | Sandsteinkegel, zweite Hälfte des 19. Jahrhunderts                                                     | weitere Bilder Fotos hochladen |